# Zentral-Dombau-Verein zu Köln

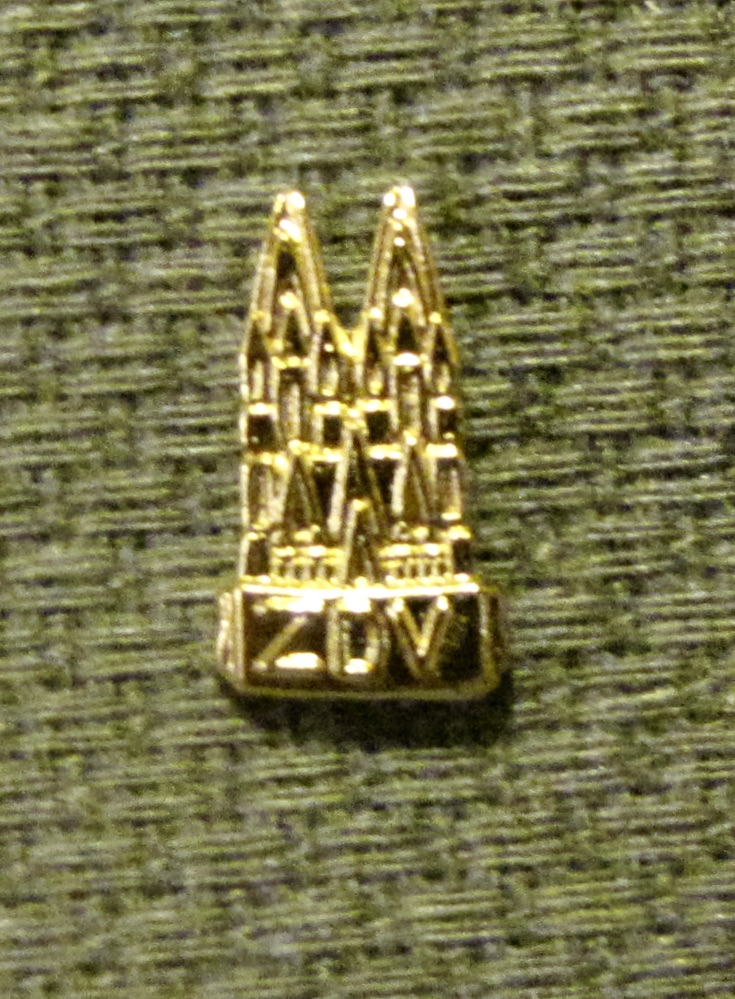
Für Neumitglieder: Anstecknadel Kölner Dom des ZDV

Der Zentral-Dombau-Verein zu Köln von 1842 (ZDV) ist ein gemeinnütziger Verein zur Förderung und Erhaltung des Kölner Doms. Sein Motto lautet ...damit der Dom uns bleibt! 14. Präsident war vom 10. Oktober 2018 bis zu seinem Rücktritt am 25. Mai 2024 Michael Kreuzberg. Seit dem 12. Oktober 2024 ist die ehemalige Kölner Dombaumeisterin Barbara Schock-Werner die Präsidentin, die erste Frau in diesem Amt.

## Aufgabe
Die Hauptaufgabe des Zentral-Dombau-Verein zu Köln besteht in der Erhaltung und Förderung des Kölner Doms, einer der bedeutendsten gotischen Kathedralen der Welt. Die Erhaltungskosten des Kölner Doms beliefen sich in den letzten Jahren auf ungefähr 10 Mio. Euro jährlich. Der Verein trägt durchschnittlich über 60 % dieser Kosten; für den Rest kommen Staat und Kirche auf. Der ZDV hat heute mehr als 17.500 Mitglieder aus der ganzen Welt, etwa die Hälfte aus Köln – der Rest ist auf der ganzen Welt gestreut. Der ZDV ist überparteilich, überkonfessionell und unabhängig. Am 11. November 2017, zum 175-jährigen Jubiläum seines Bestehens, konnte der Verein sein 17.000 Mitglied willkommen heißen, im Dezember 2024 das 18.000.

## Geschichte
Am 3. September 1840 richteten mehrere Kölner Bürger eine Eingabe an den preußischen König Friedrich Wilhelm IV., um die Erlaubnis zur Gründung eines Vereins zur Förderung des Dombaus in Köln zu erhalten. Am 23. November 1840 erteilte König Friedrich Wilhelm IV. seine Erlaubnis und versprach gleichzeitig, den Verein jährlich mit 10.000 Talern zu fördern. Die bekanntesten Namen unter den Initiatoren waren Sibylle Mertens-Schaaffhausen, Sulpiz Boisserée, Joseph Görres, Jean Marie Farina und August Reichensperger.
Im Januar 1841 begannen daraufhin die Vorbereitungen zur Gründung eines Vereins. Im Kölner Rathaus versammelten sich über hundert Domfreunde und wählten einen vorbereitenden Ausschuss. Aus diesem vorbereitenden Ausschuss wurden dann fünf Mitglieder bestimmt, die die Vereinsstatuten erarbeiten sollten. Am 8. Dezember 1841 genehmigte König Friedrich Wilhelm IV. durch „Allerhöchste Kabinetsordre“ die ihm vorgelegten Statuten des zu gründenden Dombauvereins zu Köln.
Paragraph 1 des ZDV-Statuts, Seiner Majestät Friedrich Wilhelm IV., König von Preußen:
„Unter dem Namen Dombau-Verein bildet sich in Köln ein Verein, welcher den Zweck hat, vermittelst Darbringung von Geldbeiträgen und in jeder sonst angemessenen Weise für die würdige Erhaltung und den Fortbau der katholischen Kathedral-Domkirche in Köln nach dem ursprünglichen Plane tätig mitzuwirken.“
Zum Beginn des nächsten Jahres kam es am 15. Januar 1842 zu einer konstituierenden Sitzung des provisorischen Ausschusses, der beschloss, bis zum 9. Februar jedem Domfreund die Möglichkeit zu geben, sich in die Listen für die Vorstandswahlen einzutragen. Erster Präsident des neuen Zentral-Dombau-Verein zu Köln von 1842 wurde Heinrich von Wittgenstein. Als nicht-ehrenamtlicher Finanzverwalter wurde Jacob Josef Nelles berufen. Neben den gewählten Mitgliedern des Vorstandes sehen die Vereinsstatuten auch geborene Mitglieder vor, dies sind unter anderem der amtierende Kölner Oberbürgermeister, der amtierende Kölner Dombaumeister, der amtierende Erzbischof von Köln und der amtierende Kölner Dompropst.
Im Dezember 1851 wurde im Vorstand zum ersten Mal der Gedanke einer Dombau-Lotterie besprochen. Am 8. Februar 1852 wurde das Vorhaben schließlich mit 23 zu 10 Stimmen abgelehnt, da befürchtet wurde, dass eine Lotterie zu sehr nach unedlen Motiven aussehe.
Als am 22. Dezember 1861 Dombaumeister Ernst Friedrich Zwirner starb, erschien das Kölner Domblatt, die Vereinszeitschrift des Dombauvereins, mit schwarzer Umrandung der Titelseite, eine Ehre, die außer Zwirner bisher nur der im selben Jahr zuvor verstorbene König Friedrich Wilhelm IV. erhalten hatte.
Am 14. Juni 1864 genehmigte der Vorstand schließlich doch die Einrichtung einer Dombau-Lotterie, die der Vorstand als zusätzliche Geldeinnahmequelle ansah. Am 4. September 1865 fand somit die erste Ziehung der Dombau-Lotterie statt. Der Dombauverein brachte nun jährlich 90.000 bis 170.000 Taler für den Dombau auf. Von 1842 bis 1880 trug der ZDV rund 6,5 Mio. Taler (entsprach 20 Mio. Goldmark und nach heutigem Wert rd. 1,1 Mrd. Euro [2004]) zur Dombaufinanzierung bei, es waren damit ca. 75 Prozent der gesamten Bausumme dieser Bauzeit.
Auf Bitten des Dombauvereins überließ Kaiser Wilhelm I. am 21. März 1872 dem Dombauverein 22 erbeutete französische Kanonen, um daraus eine Glocke für den Dom zu gießen. 1873 kam es zum ersten Gussversuch der Kaiserglocke. Das Ergebnis war nicht befriedigend, und so wurde im selben Jahr ein zweiter Gussversuch unternommen. Erst der dritte Guss am 3. Oktober 1874 brachte ein zufriedenstellendes Ergebnis.
Am 14. September 1880 wurde der letzte Stein auf dem Südturm des Kölner Doms fertiggestellt. Der Dombauverein hatte den 15. August 1880, im Hinblick auf den Tag der Grundsteinlegung am 15. August 1248, als Tag der Vollendungsfeier vorgesehen. Der Kaiser ließ dieses Datum jedoch verstreichen und ließ stattdessen per Kabinettsorder den 15. Oktober 1880, den Geburtstag seines Bruders Friedrich Wilhelm IV., als Tag der Vollendungsfeierlichkeiten festlegen.
Das Fest zur Vollendung des Kölner Doms fand somit am 15. Oktober 1880 unter der Anwesenheit des Kaiserpaares sowie fast aller deutschen Fürsten statt. Nicht anwesend waren der Kölner Erzbischof Paulus Melchers und das Kölner Domkapitel.
Im Januar 1902 äußerte Dombaumeister Richard Voigtel vorschnell, dass der Dom in den nächsten 100 Jahren keiner Restaurierung bedürfen werde und die jährlichen Kosten 13.000 Mark kaum überschreiten würden. Doch bereits am 16. Oktober 1903 legte Dombaumeister Bernhard Hertel ein Gutachten vor, das die gefährlichen Witterungsschäden am Kölner Dom hervorhob. So kam es dann auch, dass am 20. Mai 1906 nach einem Hochamt im Kölner Dom ein großer schwerer Steinbrocken vor das Hauptportal des Doms fiel und die den Dom verlassenden Menschen nur knapp verfehlte. Nun erst wurde die Öffentlichkeit auf die Warnungen des Dombaumeisters aufmerksam, und erste Restaurierungsarbeiten begannen.
In der Nacht des 31. Mai 1942 wurde der Dom von Brandbomben getroffen. Die Dombauhütte Köln, mit dem dort gelagerten Gründungsbanner des Zentral-Dombau-Vereins von 1842, brannte bis auf die Grundmauern ab.
Die rechtliche Grundlage des Zentral-Dombau-Verein zu Köln ist die bis heute gültige Kabinettsorder des preußischen Königs Friedrich Wilhelm IV., daher ist der Verein nicht in das Vereinsregister eingetragen und zählt somit zu den sogenannten „Altrechtsvereinen“.
2012 stellte der ZDV für den Erhalt des Kölner Doms 3,78 Millionen € zur Verfügung. Dies sind rund 58 % der Gesamtkosten der Dombauhütte von 6,5 Millionen €; 2016 waren es 3,8 Millionen Euro.